# タデッセ・トラ
タデッセ・トラ（Tadese Tola, 1987年10月31日 - ）は、エチオピアの陸上選手。専門は長距離走・マラソン・クロスカントリー。2013年世界選手権男子マラソン銅メダリスト。

## 経歴
エチオピアの首都であるアディスアベバ出身。
2006年の世界クロスカントリー選手権男子ジュニアの部にエチオピア代表として出場しエチオピアチームの団体銅メダルに貢献。その後トラックレースを中心に活躍するが、2009年のシカゴマラソンでマラソン初挑戦。このときは2時間15分台の記録で10位に終わったが、2度目のマラソンとなった2010年4月のパリマラソンは2時間6分41秒の記録でマラソン初優勝を果たす。
2012年1月のドバイマラソンで2時間5分10秒の自己ベストを出し5位に入る。翌2013年1月の同大会ではさらにその記録を更新する2時間4分49秒で走り3位に入り、その実績で同年のモスクワ世界陸上男子マラソンのエチオピア代表に選出される。同大会は2時間10分23秒で走破し、優勝したスティーブン・キプロティチ、銀メダルのレリサ・デシサに続き銅メダルを獲得する。

## 自己記録
- 5000m - 13分18秒82（2007年6月、ヴィルヌーヴ＝ダスク）
- 10000m - 27分04秒89（2007年6月、ネールペルト（英語版））
- ハーフマラソン - 59分49秒（2010年2月、ラアス・アル＝ハイマ）
- マラソン - 2時間04分49秒（2013年1月、ドバイ）